# الغزو الياباني لسنغافورة
كان سيونان (昭南 Shōnan) (أو سيونانتو رسميًا) هو اسم سنغافورة عندما احتلتها الإمبراطورية اليابانية وحكمتها بعد انهيار واستسلام القوات العسكرية البريطانية في 15 فبراير 1942 خلال الحرب العالمية الثانية.
احتلتها القوات العسكرية اليابانية بعد هزيمة الحامية البريطانية والهندية والأسترالية والملاوية المشتركة في معركة سنغافورة. أصبح الاحتلال نقطة تحول رئيسية في تاريخ العديد من الدول، بما فيها اليابان وبريطانيا وسنغافورة. تغير اسم سنغافورة إلى سيونان، والتي تعني «نور الجزيرة الجنوبية» وضُمّت أيضًا إلى مجال شرقي آسيا الكبرى للرفاهية المتبادلة باعتبارها جزءًا منه.
عادت سنغافورة رسميًا إلى الحكم الاستعماري البريطاني في 12 سبتمبر 1945، بعد التوقيع الرسمي على وثيقة الاستسلام في مبنى البلدية، المعروف الآن باسم مجلس المدينة. أصحبت سنغافورة دولة مدينة ذات سيادة بعد 20 عامًا في عام 1965. لا يزال يُحتفل بتجربة الحكم الياباني بيوم الدفاع الكلي، والذي يُحتفل به سنويًا في سنغافورة في 15 فبراير، وهو اليوم الذي استسلم فيه البريطانيون لليابانيين في عام 1942.

## الأحداث التي أدت إلى الاحتلال
استولى اليابانيون على جميع ملايو خلال حملة الملايو في غضون نحو شهرين. استسلمت الحامية التي كانت تدافع عن سنغافورة في 15 فبراير 1942، بعد أسبوع فقط من بدء غزو الجزيرة. وصف رئيس الوزراء البريطاني ونستون تشرشل سقوط سنغافورة بأنه «الكارثة الأسوأ والاستسلام الأكبر في تاريخ بريطانيا».

## الحياة أثناء الاحتلال

### زمن الرعب الجماعي
ارتكبت الكيمبيتاي (الشرطة العسكرية اليابانية)، التي كانت وحدة الاحتلال المسيطرة في سنغافورة، العديد من الأعمال الوحشية بحق عامة الناس. قدمت الكيمبيتاي نظام «سوك شينغ»، الذي يعني «التطهير من خلال التطهير» باللغة الصينية، للتخلص من هؤلاء، وخاصة ذوي الأصول الإثنية الصينية، الذين يُعتبرون معاديين للإمبراطورية اليابانية (العناصر المعادية لليابان من السكان المحليين). أودت مذبحة سوك شينغ بحياة ما بين 25,000 إلى 55,000 من ذوي الأصول الإثنية الصينية في سنغافورة وكذلك في ملايو المجاورة. جُمع هؤلاء الضحايا، الذين كان معظمهم من الذكور الذين تتراوح أعمارهم بين 18 و50 عامًا، ونُقلوا إلى أماكن مهجورة وأماكن نائية حول الجزيرة، مثل شاطئ شانغي، وبونغول بوينت، وسيغلاب، وقُتلوا بشكل منهجي باستخدام الرشاشات والبنادق. علاوة على ذلك، أنشأت الكيمبيتاي شبكة من المخبرين المحليين على مستوى الجزيرة لمساعدتهم في تحديد أولئك الذين يشتبه في كونهم معادين لليابان. كان هؤلاء المخبرين يتلقون رواتب جيدة من قبل الكيمبيتاي ولم يكن لديهم خوف من إلقاء القبض عليهم بسبب أن ولائهم لم يكن موضع شك لدى قوات الاحتلال. عمل هؤلاء المخبرين في مراكز فحص الكيمبيتاي حيث حاول اليابانيون تمييز العناصر المعادية لليابانيين لإعدامها. كان الجنود اليابانيون وضباط الكيمبيتاي كثيرًا ما يقومون بدوريات في الشوارع وكان على جميع عامة الناس الانحناء احترامًا لهم أثناء مرورهم. كان أولئك الذين لا ينحنون يُصفعوا ويُعاقبوا ويُضربوا حتى أن بعض الأشخاص يُؤخذوا إلى السجن أو يواجهوا الإعدام حتى.

### تغييرات أخرى
لتثبيط النفوذ الغربي، الذي سعت اليابان إلى إقصائه منذ بداية غزوها، أنشأ اليابانيون المدارس والمؤسسات التعليمية وضغطوا على السكان المحليين لتعلم لغتهم (اليابانية). طُبعت الكتب المدرسية وأدلة اللغة باللغة اليابانية وبُثت الإذاعات وعُرضت الأفلام باللغة اليابانية. في كل صباح، وجب على أطفال المدارس أن يقفوا في مقابل اتجاه اليابان (كانوا ينظرون إلى الشمال الشرقي في حالة سنغافورة) ويغنون النشيد الوطني الياباني («كيمي غا يو»).  لُصقت لافتات وإعلانات البروباغندا اليابانية في جميع أنحاء سنغافورة، ورُفعت أيضًا العديد من أعلام الشمس المشرقة اليابانية وعُلّقت على العديد من المباني الرئيسية.

### نقص الاحتياجات الأساسية
كانت الموارد الأساسية، التي تتراوح بين الغذاء والدواء، شحيحة خلال فترة الاحتلال. ارتفعت أسعار الضروريات الأساسية بشكل جذري على مدى ثلاث سنوات ونصف بسبب التضخم الاقتصادي المفرط. فمثلًا، ارتفع سعر الأرز من 5 دولارات لكل 100 كاتي (حوالي 60 غرام أو 0.13 باوند) إلى 5000 دولار بنهاية الاحتلال بين أغسطس وسبتمبر 1945. أصدر اليابانيون بطاقات للمؤن، والتي تُعرف أيضًا باسم «مصدقات العيش بسلام» لتحديد كمية الموارد الموزعة على السكان المدنيين. يمكن للبالغين شراء 5 كيلوغرامات (11 باوندًا) من الأرز شهريًا ويتلقى الأطفال 2 كيلوغرام (4.4 باوند) وفقًا لذلك. قُللت كمية الأرز المستحقة للبالغين بنسبة 25% مع تقدم الحرب، إذ أُرسل الكثير من إمدادات الأرز الشحيحة لإطعام الجيش الياباني.